# Le Forestier chante Brassens (intégrale)
Albums de Maxime Le Forestier
L'Écho des étoiles
(2000) Le Forestier chante Brassens (2ème Cahier)
(2006)
Le Forestier chante Brassens (intégrale) est un album hommage de Maxime Le Forestier à Georges Brassens, sorti en 2005. Cette intégrale contient toutes les chansons de Brassens que Maxime Le Forestier a reprises sur scène lors de ses tournées, soit 171 titres au total.

## Titres des chansons
| 1.  | L'Orage                          |  |
| 2.  | Dans l'eau de la claire fontaine |  |
| 3.  | Les Trompettes de la renommée    |  |
| 4.  | Les Passantes                    |  |
| 5.  | Marquise                         |  |
| 6.  | Une Jolie fleur                  |  |
| 7.  | La Religieuse                    |  |
| 8.  | La Non-demande en mariage        |  |
| 9.  | Le Fossoyeur                     |  |
| 10. | Le Petit joueur de flûteau       |  |
| 11. | La Fessée                        |  |
| 12. | Histoire de faussaire            |  |
| 13. | Le Blason                        |  |
| 14. | Les Châteaux de sable            |  |
| 15. | Le Bistrot                       |  |
| 16. | Les Amoureux des bancs publics   |  |
| 17. | Il n'y a pas d'amour heureux     |  |
| 18. | Saturne                          |  |
| 19. | Embrasse-les tous                |  |
| 20. | Honte à qui peut chanter         |  |
| 21. | Jeanne Martin                    |  |

| 1.  | Entre la rue Didot et la rue de Vanves |  |
| 2.  | L'Orphelin                             |  |
| 3.  | Le Testament                           |  |
| 4.  | Chanson pour l'Auvergnat               |  |
| 5.  | La File indienne                       |  |
| 6.  | L'Antéchrist                           |  |
| 7.  | La Maîtresse d'école                   |  |
| 8.  | La Légende de la nonne                 |  |
| 9.  | La Princesse et le croque-notes        |  |
| 10. | Le Gorille                             |  |
| 11. | La Messe au pendu                      |  |
| 12. | Putain de toi                          |  |
| 13. | Le Mauvais sujet repenti               |  |
| 14. | Mourir pour des idées                  |  |
| 15. | Les Croquants                          |  |
| 16. | Les Amours d'antan                     |  |
| 17. | Le Père Noël et la petite fille        |  |
| 18. | Tant qu'il y a des Pyrénées            |  |
| 19. | Marinette                              |  |
| 20. | Oncle Archibald                        |  |
| 21. | Chansonnette à celle qui reste pucelle |  |

| 1.  | Les Ricochets                                  |  |
| 2.  | Retouches à un roman d'amour de quatre sous    |  |
| 3.  | Rien à jeter                                   |  |
| 4.  | Sale petit bonhomme                            |  |
| 5.  | La Marche nuptiale                             |  |
| 6.  | Le Grand Pan                                   |  |
| 7.  | Bonhomme                                       |  |
| 8.  | La Légion d'honneur                            |  |
| 9.  | Le Pluriel                                     |  |
| 10. | Stances à un cambrioleur                       |  |
| 11. | Supplique pour être enterré à la plage de Sète |  |
| 12. | La Cane de Jeanne                              |  |
| 13. | La Route aux quatre chansons                   |  |
| 14. | Le Vieux Léon                                  |  |
| 15. | L'Ancêtre                                      |  |
| 16. | La Mauvaise herbe                              |  |
| 17. | Si seulement elle était jolie                  |  |
| 18. | Mélanie                                        |  |
| 19. | Celui qui a mal tourné                         |  |
| 20. | Les Copains d'abord                            |  |
| 21. | Le Parapluie                                   |  |

| 1.  | Jeanne                                               |  |
| 2.  | Je m'suis fait tout petit                            |  |
| 3.  | Pénélope                                             |  |
| 4.  | Hécatombe                                            |  |
| 5.  | Le Vingt-deux septembre                              |  |
| 6.  | Don Juan                                             |  |
| 7.  | Le Vent                                              |  |
| 8.  | Les Oiseaux de passage                               |  |
| 9.  | Le Pornographe                                       |  |
| 10. | La Mauvaise Réputation                               |  |
| 11. | Colombine                                            |  |
| 12. | Le Fantôme                                           |  |
| 13. | Les Quatre bacheliers                                |  |
| 14. | Brave Margot                                         |  |
| 15. | Le Chapeau de Mireille                               |  |
| 16. | L'Enterrement de Paul Fort (poème) / Le Petit cheval |  |
| 17. | Misogynie à part                                     |  |
| 18. | Cupidon s'en fout                                    |  |
| 19. | Les Sabots d'Hélène                                  |  |
| 20. | Boulevard du temps qui passe                         |  |
| 21. | Quatre-vingt-quinze pour cent                        |  |

| 1.  | Fernande                                      |  |
| 2.  | Ce n'est pas tout d'être bon père             |  |
| 3.  | La Complainte des filles de joie              |  |
| 4.  | Corne d'Aurochs                               |  |
| 5.  | Il suffit de passer le pont                   |  |
| 6.  | Lèche-Cocu                                    |  |
| 7.  | Je suis un voyou                              |  |
| 8.  | La Guerre de 14-18                            |  |
| 9.  | Au bois de mon cœur                           |  |
| 10. | Si le bon dieu l'avait voulu                  |  |
| 11. | Le Grand chêne                                |  |
| 12. | Concurrence déloyale                          |  |
| 13. | L’Épave                                       |  |
| 14. | Le Moyenâgeux                                 |  |
| 15. | Bécassine                                     |  |
| 16. | La Rose, la bouteille et la poignée de main   |  |
| 17. | La Ballade des gens qui sont nés quelque part |  |
| 18. | Sauf le respect que je vous dois              |  |
| 19. | Je rejoindrai ma belle                        |  |

| 1.  | Philistins                       |  |
| 2.  | Le Mécréant                      |  |
| 3.  | Le Verger du roi Louis           |  |
| 4.  | Le Temps passé                   |  |
| 5.  | La Fille à cent sous             |  |
| 6.  | Le Sceptique                     |  |
| 7.  | La Ballade des cimetières        |  |
| 8.  | Pensées des morts                |  |
| 9.  | La Chasse aux papillons          |  |
| 10. | Les Funérailles d'antan          |  |
| 11. | La Femme d'Hector                |  |
| 12. | Tempête dans un bénitier         |  |
| 13. | Ballade des dames du temps jadis |  |
| 14. | La Prière                        |  |
| 15. | A l'ombre des maris              |  |
| 16. | L'Amandier                       |  |

| 1.  | Élégie à un rat de cave            |  |
| 2.  | Le Vieux normand                   |  |
| 3.  | Le Passéiste                       |  |
| 4.  | À L'ombre du cœur de ma mie        |  |
| 5.  | Ceux qui ne pensent pas comme nous |  |
| 6.  | La Visite                          |  |
| 7.  | Dieu s'il existe                   |  |
| 8.  | Le Nombril des femmes d'agents     |  |
| 9.  | Carcassonne                        |  |
| 10. | La Chaude pisse                    |  |
| 11. | Le Bricoleur                       |  |
| 12. | Maman, papa                        |  |
| 13. | Quand les cons sont braves         |  |
| 14. | Les patriotes                      |  |
| 15. | Auprès de mon arbre                |  |
| 16. | Montélimar                         |  |
| 17. | Les Casseuses                      |  |
| 18. | Trompe la mort                     |  |

| 1.  | Le Pêcheur                        |  |
| 2.  | À mon frère revenant d'Italie     |  |
| 3.  | Grand-père                        |  |
| 4.  | Les Deux Oncles                   |  |
| 5.  | Les Quat'Zarts                    |  |
| 6.  | Le temps ne fait rien à l'affaire |  |
| 7.  | J'ai rendez-vous avec vous        |  |
| 8.  | Pauvre Martin                     |  |
| 9.  | Le Bulletin de santé              |  |
| 10. | Le Mouton de Panurge              |  |
| 11. | Comme hier                        |  |
| 12. | La Première Fille                 |  |
| 13. | Gastibelza                        |  |
| 14. | Les Lilas                         |  |
| 15. | Le Vin                            |  |
| 16. | La Marguerite                     |  |
| 17. | La Ronde des jurons               |  |

| 1.  | Jean rentre au village       |  |
| 2.  | Le Cocu                      |  |
| 3.  | Comme une sœur               |  |
| 4.  | La Traîtresse                |  |
| 5.  | Tonton Nestor                |  |
| 6.  | Vénus Callipyge              |  |
| 7.  | Le Modeste                   |  |
| 8.  | Ballade à la lune            |  |
| 9.  | Entre l'Espagne et l'Italie  |  |
| 10. | Le Myosotis                  |  |
| 11. | L'Assassinat                 |  |
| 12. | Clairette et la fourmi       |  |
| 13. | La Marine                    |  |
| 14. | La Tondue                    |  |
| 15. | Méchante avec de jolis seins |  |
| 16. | Le Roi boîteux               |  |
| 17. | Le Roi                       |  |